# Vermessingen
Als Vermessingen bezeichnet man das Überziehen von Metallen mit Messing.

## Verfahren

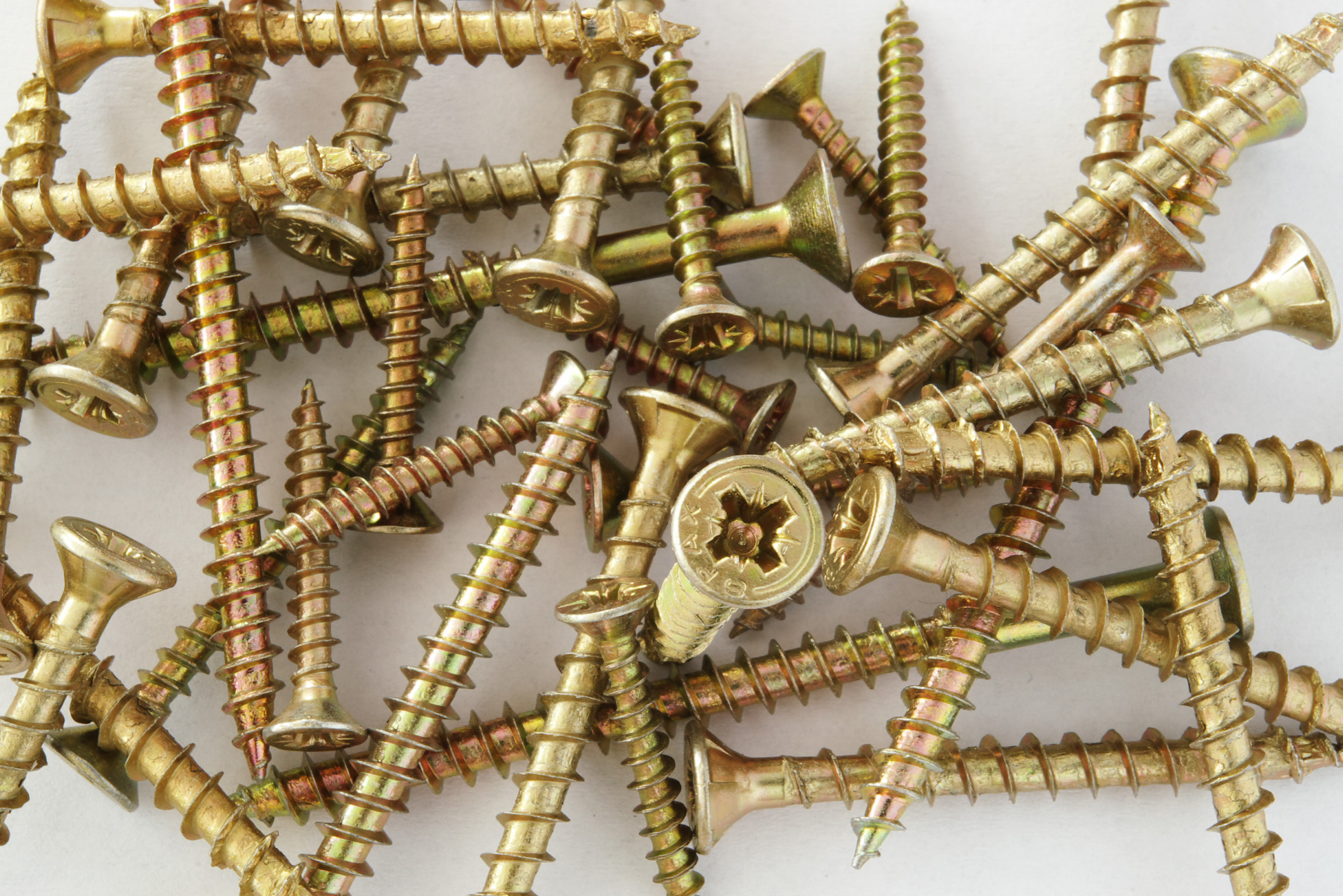
Vermessingte Schnellbauschrauben

Ein Überzug aus Messing kann erhalten werden, indem rotglühendes Eisen unter Luftausschluss in geschmolzenes Messing getaucht wird. Galvanisch kann ein Überzug aus Messing in einem cyanidischen Bad mit Kupfersulfat und Zinksulfat erhalten werden, aus welchem beide Metalle zusammen als Legierung kathodisch abgeschieden werden. Ein Zusatz kleiner Mengen Gold(III)-chlorid bewirkt dabei eine goldenere Farbe.
Auf Kupfer erhält man Messing, wenn man es blank beizt, in ein Zinkamalgam bringt, Weinstein und verdünnte Salzsäure zusetzt und kocht. Das hinreichend weiß gewordene Kupfer wird gewaschen, zur Verjagung des Quecksilbers erhitzt und poliert (falsche Vergoldung).
In ähnlicher Weise kann man mit einer Kupfer und Zinn enthaltenden Lösung auch einen Bronzeüberzug (galvanische Bronzierung) und mit einer Kupfer, Zink und Nickel enthaltenden Lösung einen Neusilberüberzug herstellen.

## Geschichte und Entwicklung
Das Vermessingen wurde 1841 von Henri de Ruolz und 1845 von Charles Vincent Walker in England ausgeführt.
Dieser Artikel basiert auf einem gemeinfreien Text aus Meyers Konversations-Lexikon, 4. Auflage von 1888 bis 1890.